# تایگو لند
تایگو لند (انگلیسی: Tygo Land؛ زادهٔ ۱۱ ژانویهٔ ۲۰۰۶) بازیکن فوتبال اهل هلند است که در حال حاضر برای باشگاه ورزشی پی‌اس‌وی آیندهوون بازی می‌کند. 
وی همچنین در تیم‌های ملی فوتبال زیر ۱۷ سال هلند، و زیر ۱۷ سال هلند و زیر ۱۹ سال هلند بازی کرده‌است.